# Carl Shapiro
Pour les articles homonymes, voir Shapiro.
Carl Shapiro (né en 1955) est un économiste et professeur américain. Il enseigne à la Haas School of Business de l'université de Californie à Berkeley. Il est le co-auteur, avec Hal Varian, de Information Rules: A Strategic Guide to the Network Economy (en). Il est également un consultant de Charles River Associates (en).

## Biographie
Shapiro obtient un BS en mathématiques et en sciences économiques au Massachusetts Institute of Technology (MIT), une maîtrise en mathématiques de l'université de Californie à Berkeley et un PhD en économie du MIT.
Au milieu des années 1990, il travaille au Département de la Justice des États-Unis (1995–1996). Il aurait été pressenti pour être nommé au Council of Economic Advisers en 2011.

## Publications
- (en) Carl Shapiro et Hal R. Varian, Information Rules (en), Harvard Business Press, 1999 (présentation en ligne)